# Майер, Гертруда Рихардовна
Гертруда Рихардовна Майер (28 мая 1912, Тифлис — 12 сентября 1985, Тбилиси) — советская легкоатлетка, выступавшая в метании диска и толкании ядра; тренер.

## Биография
Гертруда Майер родилась 28 мая 1912 года в городе Тифлис (сейчас Тбилиси в Грузии).
Выступала в легкоатлетических соревнованиях за Тифлис и московский «Спартак». В 1931 году завоевала золото чемпионата СССР в толкании 4-килограммового ядра с первым рекордом страны — 9,76 метра. Была чемпионкой Москвы в метании копья. 17 раз становилась рекордсменкой Грузинской ССР и Закавказья в толкании ядра и метании диска.
По окончании выступлений работала тренером в Караганде и Тбилиси. Была главным тренером сборной Карагандинской области по лёгкой атлетике. Среди её воспитанников — известные метатели молота: рекордсмен мира Борис Зайчук, бронзовые призёры чемпионата СССР Джумбер Пхакадзе и Эгон Андрис. 
Заслуженный тренер Казахской ССР. Заслуженный тренер Грузинской ССР.
Умерла 12 сентября 1985 года в Тбилиси.

## Память
В Караганде проводятся легкоатлетические соревнования памяти Гертруды Майер.